# Jüdischer Friedhof (Waldgirmes)
Der Jüdische Friedhof Waldgirmes, in Waldgirmes einem Ortsteil der Gemeinde Lahnau im mittelhessischen Lahn-Dill-Kreis in Hessen, befindet sich in der östlichen Ortslage an der Straßenkreuzung Lauterstraße und Berliner Straße, unter der heutigen Adresse Berliner Straße 37. Direkt angrenzend im Norden befindet sich der Kinderspielplatz am alten Friedhof.

## Beschreibung
Der jüdische Friedhof wurde bereits im Jahr 1702 erwähnt und im Jahr 1837 baute die Gemeinde einen Weg zu diesem Friedhof, welcher wie bei ländlich gelegenen jüdischen Friedhöfen üblich, außerhalb der Ortslage angelegt wurde. Auf dem jüdischen Friedhof fanden auch die Verstorbenen der jüdischen Gemeinde aus Rodheim ihre Begräbnisstätte.
Die Friedhofsfläche besteht aus einem, für heute noch bestehende jüdische Friedhöfe, großen Areal. Das Areal weist ein leicht abfallendes Gefälle auf und ist von einer Hecke umschlossen. Insgesamt sind 39 Grabsteine erhalten geblieben, die als einfache Stelen mit bogigen, geschweiften oder giebelförmigen Abschlüssen hergestellt wurden. Sie besitzen hebräische und deutsche Inschriften, wobei die älteren Grabsteine aus dem 19. Jahrhundert nur hebräische Inschriften besitzen. Der Bildhauer L. Schmidt aus Gießen hat einige Grabsteine aus der Zeit nach 1900 signiert.
Die Friedhofsfläche des relativ reich ausgestatteten Friedhof umfasst 12,67 ar und ist im Denkmalverzeichnis des Landesamts für Denkmalpflege Hessen als Kulturdenkmal aus geschichtlichen Gründen eingetragen.